# Dobrota (film)
Dobrota (Доброта) è un film del 1977 diretto da Ėduard Aleksandrovič Gavrilov.

## Trama
Essendo venuto a guidare la scuola, il nuovo direttore decide di introdurre l'autogoverno scolastico al suo interno, per creare una risorsa infantile - da coloro che sono stati recentemente dei teppisti, in cui c'è talento organizzativo, capacità di essere un leader, ma è abusato.